# 贝尼哈桑
贝尼哈桑（阿拉伯語：بني حسن）是一座古埃及墓地，位于现代明亚以南约20公里（12英里），处于被称为中埃及的地区，即艾斯尤特和孟菲斯之间的区域。 :120
虽然贝尼哈桑遗址有一些古王国时期的墓葬，但其主要使用于中王国时期，即公元前21 世纪至公元前 17 世纪（青铜时代中期）。 :8
墓地南面有一座由哈特谢普苏特和图特摩斯三世建造的神庙，供奉当地女神帕克特。 :128这座神庙被称为被称为阿耳忒弥斯洞穴，因为希腊人将帕克特与阿耳忒弥斯联系起来，并且这座神庙建于地下。

## 墓地
中王国时期的行省总督继续沿袭第一中间期的传统，被安葬于当地装饰精美的石墓中，例如贝尼哈桑墓地。 :101有证据表明第十二王朝时期政府体系进行了重组。在第一中间期和中王国时期的某些时期，省长（负责监管指定区域的官员）通常是世袭职位；精英阶层不在像古王国时期那样依赖法老来使他们的权力合法化。然而在第十二王朝，省长的权力开始限制，省长由法老任命或者至少需要得到法老确认。
这里有39座中王国时期（约公元前21至19世纪）的古代陵墓。这些陵墓属于奥里克斯诺姆（Oryx nome）的总督，他们的统治中心位于赫贝努（Hebenu）。由于西侧是悬崖，这些陵墓被建在东岸。这里的墓地存在着空间分布，并包括两个墓区：上层墓区和下层墓区。这一分布与逝者所拥有的不同等级的资源相关；最重要的人物被埋葬在悬崖顶部附近。 :80下层墓地中有 888 座竖井墓，可以追溯到中王国时期，并由约翰·加斯唐 (John Garstang)发掘；这些墓葬大多具有相似的通用设计。在竖井底部（朝南）有一个小型墓室或凹室，用于放置棺材和陪葬品。 :45
在上层墓区，精英阶层建造了宏伟的坟墓，以彰显他们作为奥里克斯诺姆（上埃及第 16 个诺姆）统治者和官员的社会与政治地位。省级精英被埋葬在省会附近的上层墓区中，这些高大华丽的陵墓雕刻于石灰岩悬崖上。陵墓沿着南北轴线排成一列。悬崖上的自然岩层有一道小裂口，将三十九座高阶墓葬分成两组。 :25这些精英墓葬的基本设计包括一个外庭院和开凿岩石建成的柱廊式房间（有时称为礼拜堂），其中有一条通往墓室的竖井。
一些较大的墓葬刻有传记铭文，并绘制了日常生活和战争场景，并以精美的绘画质量而闻名。尽管19世纪曾有几幅画作被复制，但其中许多场景的保存状况不佳。:1891891年，当时还是青少年的霍华德·卡特花了一个季度的时间，为其中一些场景绘制了水彩画。:2020 年，马丁·博马斯 (Martin Bommas)在属于第一中间期总督巴克特二世（Baqet II）的BH33 号墓中，鉴定出墓室的四面墙壁上都刻有僧侣体的金字塔文本和棺材文本，作为墓主人的仪式手册 。这一发现于 2022 年出版，标志着人们对古王国灭亡后金字塔文本传播的研究取得了突破。

## 著名墓葬

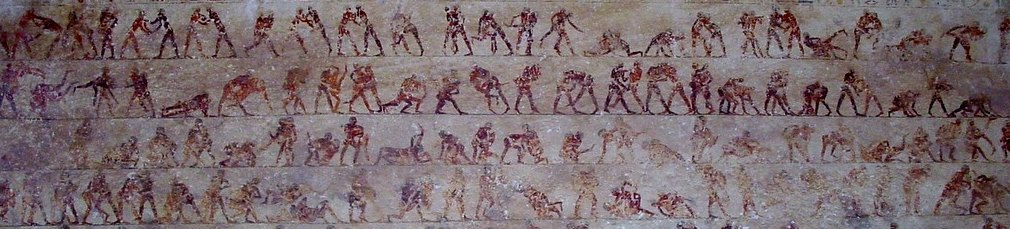
15号墓中摔跤场景的细节

39座陵墓中有4座向公众开放。其中值得注意的陵墓有：
- 2号墓 – 阿蒙涅姆赫特（Amenemhat），被称为阿蒙尼（Ameny），辛努塞尔特一世时期的诺姆总督（可参观）。
- 3号墓 – 库努姆霍特普二世 （Khnumhotep II），因其描绘的闪米特商队而闻名（可进入）。
- 4号墓 – 库努姆霍特普四世 （Khnumhotep IV），第十二王朝后期的总督（已关闭）。
- 13号墓 – 库努姆霍特普 （Khnumhotep），第十二王朝时期的王家书记员（已关闭）。
- 14号墓 – 库努姆霍特普一世，阿蒙涅姆赫特一世时期的总督（已关闭）。
- 15号墓 – 巴克特三世，因其描绘的摔跤技巧而闻名，是已知最早的古代描绘之一。
- 17号墓 – 凯蒂（Khety），第十一王朝时期的总督，巴克特之子；因描绘了可能的球类运动而闻名（可进入）。
- 21号墓 – 纳赫特（Nakht），第十二王朝时期的总督（已关闭）。
- 23号墓 – 内特杰纳赫特（Netjernakht），第十二王朝东部沙漠的监督者（已关闭） 。
- 27号墓 – 拉穆申提（Ramushenti) ，第十一王朝时期的总督（已关闭）。
- 29号墓 – 巴克特一世，第十一王朝时期的总督（已关闭）。
- 33号墓 – 巴克特二世，第十一王朝时期的总督（已关闭）。